# Марсель-Ле-Труа-Люк
Марсе́ль-Ле-Труа́-Люк (фр. Marseille-Les Trois Lucs) — кантон во Франции, находится в регионе Прованс — Альпы — Лазурный Берег, департамент Буш-дю-Рон. Входит в состав округа Марсель.
Код INSEE кантона — 1356. В кантон Марсель-Ле-Труа-Люк входит часть коммуны Марсель.
Население кантона на 2008 год составляло 30 505 человек.

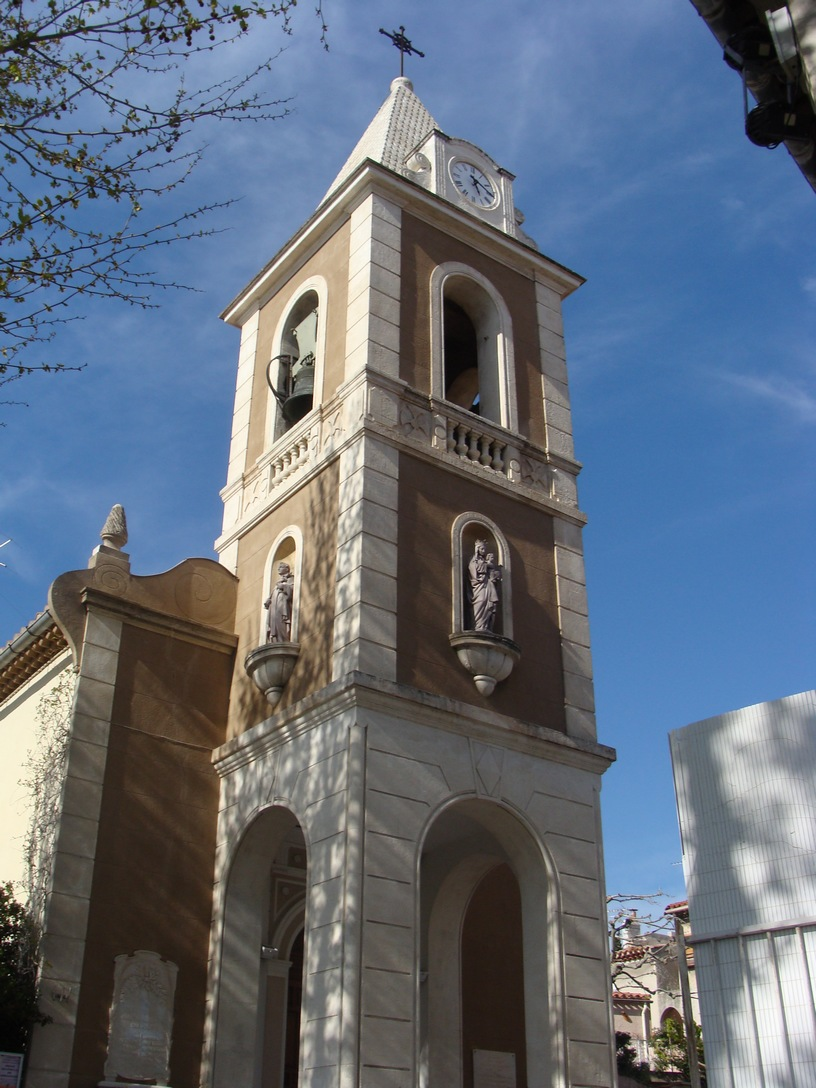
Собор Ла-Трей